# 高橋智 (教育学者)
髙橋智（たかはし さとる、1954年（昭和29年） - ）は、北海道岩見沢市出身の日本の教育学者。博士（教育学）（東京都立大学）。特別支援教育・特別ニーズ教育の第一人者。東海学院大学人間関係学部子ども発達学科客員教授、東京学芸大学名誉教授、放送大学客員教授。一般社団法人日本特殊教育学会名誉会員。

## 学歴
1973年　函館ラ・サール高等学校卒業
1978年　早稲田大学第一文学部教育学専攻卒業
1981年　東京学芸大学大学院教育学研究科修士課程障害児教育専攻修了
1986年　東京都立大学大学院人文科学研究科博士課程教育学専攻単位取得退学
1998年　博士（教育学）学位取得（東京都立大学）、博士（教育学）学位論文「 城戸幡太郎の教育科学と障害児教育理論の研究：障害児教育における「近代化」と「現代化」の歴史的位相」

## 職歴
- 1985年　日本学術振興会特別研究員
- 1986年　東京都立大学人文学部助手
- 1989年　日本福祉大学社会福祉学部助教授
- 1995年　東京学芸大学教育学部障害児教育講座助教授
- 2002年　東京学芸大学教育学部特別支援科学講座教授（～2020年）
- 2005年　早稲田大学文学部・文学学術院非常勤講師（～2019年）
- 2006年　日本学術振興会学術システム研究センター専門研究員（～2009年）
- 2019年　放送大学客員教授（「特別支援教育総論」主任講師）（～2025年）
- 2019年　日本大学客員教授（～2020年）
- 2020年　東京学芸大学名誉教授（～現在）
- 2020年　日本大学文理学部教育学科教授（～2025年）
- 2024年　放送大学客員教授（「特別支援教育基礎論」専門担当講師）（～現在）
- 2025年　東海学院大学人間関係学部子ども発達学科客員教授（～現在）

## 学界・社会貢献
- 日本特別ニ－ズ教育学会代表理事（2016年～2019年）
- 一般社団法人日本特殊教育学会副理事長（2012年～2016年）、名誉会員（2025年～現在）
- 法務省矯正局外部アドバイザー（2012年～現在）
- 公益財団法人カシオ科学振興財団選考委員（2008年～現在）
- 独立行政法人国立特別支援教育総合研究所研究パートナー・研究協力者（2008年～2011年）
- 小金井市地域自立支援協議会会長（2012年～2020年）
- 小金井市児童発達支援センター運営協議会会長（2013年～2020年）

## 主要著作
1982年　エリ・エス・ヴィゴツキ―『ヴィゴツキ―障害児発達論集』ぶどう社（分担訳）
1987年　エリ・エス・ヴィゴツキ―、ア・エル・ルリヤ『ヴィゴツキ―著作選集２・人間行動の発達過程―猿・原始人・子ども―』明治図書（分担訳）
1992年　『わが国における「精神薄弱」概念の歴史的研究』多賀出版（共著）
1994年　『教職への招待：教育と福祉をつないで』ミネルヴァ書房（共編著）
1995年　『教育実習への招待：あなたとつくるサクセス・スト―リ―』みらい（共編著）
1997年　『障害児教育大事典』旬報社（共編著）
1997年　『戦前教育科学運動史料』全2巻、緑蔭書房（共編）
1998年　『城戸幡太郎と日本の障害者教育科学：障害児教育における「近代化」と「現代化」の歴史的位相』多賀出版（共著）
1999年　『講座・転換期の障害児教育』全11巻、三友社（共編著）
2000年　『障害理解への招待』日本文化科学社（共編著）
2001年　『現代教育史事典』東京書籍（障害児教育領域編集）
2007年　『テキスト特別ニ―ズ教育』ミネルヴァ書房（共編著）
2007年　『インクル―ジョン時代の障害理解と生涯発達支援』日本文化科学社（編集代表）
2010年　『特別支援教育大事典』旬報社（共編著）
2010年　『戦前における鈴木治太郎の大阪市小学校教育改革と特別な教育的配慮のシステム開発に関する研究』緑蔭書房（共著）
2010年　『＜史料・日本近代と「弱者」第1集＞特別支援・特別ニーズ教育の源流』全９巻、緑蔭書房（共編）
2013年　『障害百科事典』全５巻、丸善（共編訳）
2016年　法務省矯正局『発達上の課題を有する在院者に対する処遇プログラム実施ガイドライン』 （作成協力）
2017年　 『一般社団法人日本特殊教育学会学術用語集』（責任編集）
2019年　『発達障害等の子どもの食の困難と発達支援』風間書房（共著）
2019年　『特別支援教育総論』一般社団法人放送大学教育振興会（NHK出版発売）（共編著）
2019年　『あっくんはたべられない―食の困難と感覚過敏―』世音社（監修）
2020年　『発達障害当事者の睡眠困難と発達支援の研究』風間書房（共著）
2020年　『現代の特別ニーズ教育』文理閣（監修）
2020年　『あっくんはねむりたい―眠りの困難と発達障害―』世音社（監修）
2023年　『あっくんはたべられない―食の困難と感覚過敏―（増補改訂版）』そらの子出版（監修）
2024年　『あっくんはねむりたい―眠りの困難と発達障害―（増補改訂版）』そらの子出版（監修）
2024年　『コロナ禍と子どもの発達困難・リスクの研究―子どもは現在もコロナ禍の最前線にいる―』風間書房（共編著）
2025年　法務省矯正局『発達上の課題を有する在院者に対する処遇プログラム実施ガイドライン（改訂）』 （作成協力）

## 受賞・表彰
- 1985年 　精神薄弱問題史研究会「第10回杉田賞」
- 2003年 　帝塚山学院大学国際理解教育研究所「第28回国際理解教育賞（奨励賞）」（共同）
- 2007年 　「第4回学事出版教育文化賞（優秀賞）」（共同）
- 2013年 　小金井市市制施行55周年記念功労者表彰
- 2015年 　日本子ども学会第12回学術集会「優秀発表賞」（共同）
- 2018年 　公益財団法人未来教育研究所「第8回研究助成奨励賞」（共同）
- 2018年 　日本子ども学会第15回学術集会「最優秀発表賞」（共同）
- 2019年 　第25回日本摂食嚥下リハビリテーション学会学術大会感謝状
- 2021年 　2021年度日本特別ニーズ教育学会文献賞